# Französische Badmintonmeisterschaft 1976
Die Französische Badmintonmeisterschaft 1976 fand in Barentin statt. Es war die 27. Austragung der nationalen Titelkämpfe im Badminton in Frankreich.	

## Titelträger
| Disziplin    | Sieger                         |
| ------------ | ------------------------------ |
| Herreneinzel | Christian Badou                |
| Dameneinzel  | Viviane Bonnay                 |
| Herrendoppel | Christian Badou Yves Corbel    |
| Damendoppel  | Viviane Bonnay Yveline Hue     |
| Mixed        | Christian Badou Viviane Bonnay |